# دریاچه دهکویه
دریاچه دهکویه که به کفه دریایی معروف است، دریاچه‌ای فصلی در شمال غربی دهکویه در شهرستان لارستان استان فارس است.